# Misioneros Javerianos de Yarumal
Die Misioneros Javerianos de Yarumal, auch Misioneros de Yarumal, offiziell Instituto de Misiones Extranjeras de Yarumal (IMEY) (lateinisch Institutum Yarumalense pro Missionibus ad Exteras Gentes; Ordenskürzel MXY) sind eine römisch-katholische Gesellschaft apostolischen Lebens.

## Geschichte
Die Gesellschaft wurde am 29. Juni 1927 durch den Bischof von Santa Rosa de Osos, Miguel Ángel Builes Gómez, als Seminar in Yarumal gegründet, das der Ausbildung von Missionaren für die Evangelisierung seines Bistums und anderer Gebiete Zentral-Kolumbiens dienen sollte. Die ersten sieben Priester der Misioneros Javerianos de Yarumal wurden am 25. September 1938 durch Bischof Miguel Ángel Builes Gómez geweiht und als Missionare nach Magdalena Medio entsandt. Ab 1970 waren die Misioneros Javerianos de Yarumal auch außerhalb Kolumbiens tätig.
Am 29. Oktober 1939 erhielt die Gesellschaft von Papst Pius XII. das Decretum laudis, mit dem die Gründung gutgeheißen wurde. Ihre Konstitutionen wurden durch den Heiligen Stuhl am 20. Juni 1945 zunächst ad experimentum und am 22. November 1957 endgültig approbiert.

## Tätigkeit und Verbreitung
Die Misioneros Javerianos de Yarumal widmen sich hauptsächlich der Missionsarbeit. Sie besitzen Niederlassungen in Kolumbien, in Ecuador, in Bolivien, in Panama, in den USA, in Kanada, in Kenia, in Angola, in der Elfenbeinküste sowie in Kambodscha und in Thailand.
Das Generalat der Gesellschaft befindet sich in Medellín. 2017 zählte sie 45 Niederlassungen und 178 Mitglieder, wovon 150 Priester sind.

## Generalsuperiore
- Heriberto Correa Yepes (1966–1973)
- Antonio Bayter Abud (1973–1984)
- Edgar Hernando Tirado Mazo (1996–2002)
- Jairo Hernán Gómez Guzmán (2002–2009)
- Gustavo Mejia (2009–2013)
- José del Rosario Jimenez Rangel (seit 2013)

## Bedeutende Mitglieder
- Seliger Jesús Emilio Jaramillo Monsalve MXY (1916–1989), römisch-katholischer Bischof von Arauca und Märtyrer
- José Gustavo Angel Ramírez MXY (1934–2013), Apostolischer Vikar von von Mitú
- Jaime Enrique Duque Correa MXY (1943–2013), römisch-katholischer Bischof von El Banco
- Joselito Carreño Quiñonez MXY (* 1966), Apostolischer Vikar von Inírida
- Medardo de Jesús Henao del Río MXY (* 1967), Apostolischer Vikar von von Mitú